# Forest Whitaker
Forest Steven Whitaker (Longview, 15 luglio 1961) è un attore, regista e produttore cinematografico statunitense.
Nel 2007, per la sua interpretazione del dittatore ugandese Idi Amin Dada in L'ultimo re di Scozia, ha vinto un premio Oscar, in qualità di miglior attore protagonista, un Golden Globe, in qualità di miglior attore in un film drammatico, un Premio BAFTA, quale miglior attore protagonista uno Screen Actors Guild Award, quale miglior attore cinematografico.
È inoltre noto per aver interpretato il personaggio di Saw Gerrera nel franchise di fantascienza di Guerre stellari, nel film Rogue One: A Star Wars Story (2016), nella serie televisiva Andor (2022-2025), nella miniserie televisiva animata Star Wars: Go Rogue (2016), nella serie televisiva animata Star Wars Rebels (2017) e nel videogioco Star Wars Jedi: Fallen Order (2019).
Altri film celebri in cui ha recitato sono Platoon (1986), Good Morning, Vietnam (1987), Bird (1988), La moglie del soldato (1992), Smoke (1995), Ghost Dog - Il codice del samurai (1999), Panic Room (2002), The Great Debaters - Il potere della parola (2007), The Butler - Un maggiordomo alla Casa Bianca (2013), Arrival (2016), Black Panther (2018) e City of Lies - L'ora della verità (2018).

## Biografia
Figlio di un assicuratore, Forest E. Whitaker Jr., e di un'insegnante, Laura Francis Smith, i genitori lo spinsero verso le discipline sportive, durante il college praticò football americano a ottimi livelli, riuscendo a ottenere una borsa di studio. Ma la passione per la recitazione e il canto, con un timbro da tenore, lo spinsero a frequentare l'università di San Francisco.
Esordisce nel 1982 nel film Fuori di testa, al fianco di Sean Penn, successivamente recita in film, come Platoon, Good Morning, Vietnam, Il colore dei soldi, La moglie del soldato e Bird, dove interpreta il musicista Charlie Parker. Nel 1995 esordisce come regista nel film Donne - Waiting to Exhale, con Whitney Houston. Nel 2000 ricevette una nomination per il Razzie Awards nella categoria peggiore attore non protagonista dell'anno per Battaglia per la Terra, film che ha collezionato ben nove Razzie.
Dopo altre interpretazioni in film, come Ghost Dog - Il codice del samurai, Smoke, In linea con l'assassino e Panic Room, nel 2007 vinse l'Oscar al miglior attore protagonista, il Golden Globe, e il Bafta per la sua interpretazione del sanguinario dittatore ugandese Idi Amin Dada ne L'ultimo re di Scozia, oltre ai premi di miglior attore delle più importanti associazioni dei critici statunitensi: Chicago, Los Angeles, Boston, Kansas City, Las Vegas e New York.
Tra il 2006 e il 2007 è apparso in alcune puntate delle serie televisive E.R. - Medici in prima linea e The Shield. Nel 2008 è stato la voce narrante di Crips and Bloods: Made in America, un documentario sulle gang afroamericane di Los Angeles. Nel 2013 fonda una casa di produzione che porta il suo nome, la Forest Whitaker's Significant Productions, il cui primo film prodotto è stato Prossima fermata Fruitvale Station. Nel 2015 ebbe un ruolo in Southpaw - L'ultima sfida (film diretto dal regista Antoine Fuqua), al fianco di Jake Gyllenhaal e fu candidato al NAACP Image Award come migliore attore non protagonista, che tuttavia alla fine non vinse. 
Nel 2016 entra a far parte del franchise di fantascienza di Guerre stellari, interpretando il personaggio di Saw Gerrera nello spin-off Rogue One: A Star Wars Story, al fianco di Felicity Jones (nei panni di Jyn Erso) e di Diego Luna (Cassian Andor). Riprende il ruolo successivamente anche nella serie televisiva Andor (2022-2025) e presta la voce al proprio personaggio anche nella miniserie televisiva animata Star Wars: Go Rogue (2016), nella serie televisiva animata Star Wars Rebels (2017) e nel videogioco Star Wars Jedi: Fallen Order (2019).
Successivamente al film Rogue One, continua a lavorare in vari film e fiction televisive. Nel 2017 è Desmond Tutu nel film diretto da Roland Joffé Condannato a combattere - The Forgiven. Nel 2017-2018 interpreta il ruolo ricorrente di Eddie Barker nella quarta e quinta stagione della serie televisiva Empire. Nel 2018 intepreta il ruolo di Zuri nel film Black Panther, diretto da Ryan Coogler, e Darius "Jack" Jackson nel film, diretto da Brad Furman, City of Lies - L'ora della verità. Nel 2019 è protagonista della serie televisiva Godfather of Harlem. Nel 2021 interpreta C.L. Franklin, il padre di Aretha Franklin (Jennifer Hudson) nel biopic, dirtto da Liesl Tommy, Respect.

## Vita privata
Sul set del film Blown Away - Follia esplosiva conosce l'attrice Keisha Simone Nash, che sposa nel 1996 e con la quale ha due figlie: Sonnet Noel (1996) e True (1998). I due divorziano dopo 22 anni di matrimonio nel 2020. Ha anche due altri figli, Ocean (1990) e Autumn, nati da una sua precedente relazione.
È da molti anni un convinto vegetariano, così come la figlia True, e uno strenuo sostenitore dei diritti degli animali, essendo anche membro della PETA, per la quale ha anche girato degli spot.
È cintura nera di kenpō, oltre a essere un entusiastico praticante di escrima, cui si allena sotto la supervisione di Dan Inosanto, e yoga.
È affetto da ptosi palpebrale all'occhio sinistro, condizione che l’ha caratterizzato e che gli ha donato ormai un aspetto iconico presso il grande pubblico e che, secondo il parere dei critici, gli donerebbe inoltre un'aria "intrigante", conferendo alla sua recitazione un'impostazione "pigra e contemplativa". L'attore ha spiegato che questa condizione è ereditaria, e ha più volte considerato la possibilità di un intervento chirurgico correttivo, non per fini estetici, bensì per migliorare la propria vista.

## Filmografia parziale

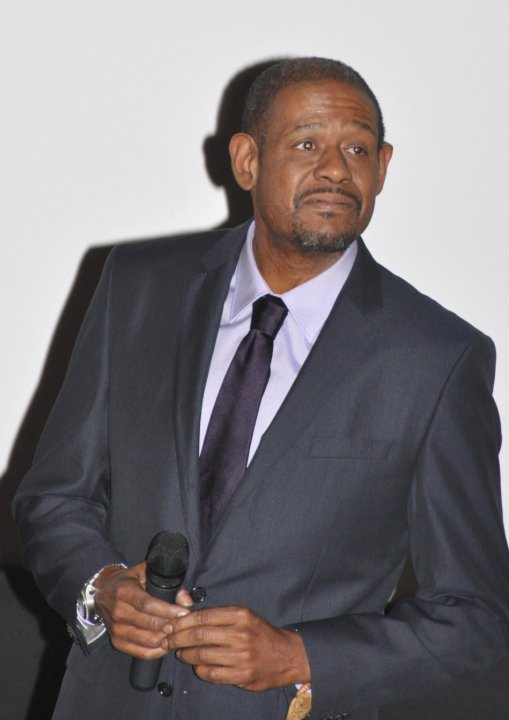
Forest Whitaker alla prima di My Own Love Song (2010)

### Attore

#### Cinema
- Fuori di testa (Fast Times at Ridgemont High), regia di Amy Heckerling (1982)
- Crazy for You - Pazzo per te (Vision Quest), regia di Harold Becker (1985)
- Il colore dei soldi (The Color of Money), regia di Martin Scorsese (1986)
- Platoon, regia di Oliver Stone (1986)
- Sorveglianza... speciale (Stakeout), regia di John Badham (1987)
- Good Morning, Vietnam, regia di Barry Levinson (1987)
- Senza esclusione di colpi (Bloodsport), regia di Newt Arnold (1988)
- Bird, regia di Clint Eastwood (1988)
- Johnny il bello (Johnny Handsome), regia di Walter Hill (1989)
- Pronti a tutto (Downtown), regia di Richard Benjamin (1990)
- Rabbia ad Harlem (A Rage in Harlem), regia di Bill Duke (1991)
- Giochi d'adulti (Consenting Adults), regia di Alan J. Pakula (1992)
- La moglie del soldato (The Crying Game), regia di Neil Jordan (1992)
- Articolo 99 (Article 99), regia di Howard Deutch (1992)
- Diario di un killer (Diary of a Hitman), regia di Kenneth Pressman (1992)
- Ultracorpi - L'invasione continua (Body Snatchers), regia di Abel Ferrara (1993)
- Amicizie pericolose (Jason's Lyric), regia di Doug McHenry (1994)
- Blown Away - Follia esplosiva (Blown Away), regia di Stephen Hopkins (1994)
- Prêt-à-Porter, regia di Robert Altman (1994)
- Specie mortale (Species), regia di Roger Donaldson (1995)
- Smoke, regia di Wayne Wang (1995)
- Phenomenon, regia di Jon Turteltaub (1996)
- Body Count, regia di Robert Patton-Spruill (1998)
- Ghost Dog - Il codice del samurai (Ghost Dog: The Way of the Samurai), regia di Jim Jarmusch (1999)
- Una voce per gridare (Light It Up), regia di Craig Bolotin (1999)
- Battaglia per la Terra (Battlefield Earth), regia di Roger Christian (2000)
- Il quarto angelo (The Fourth Angel), regia di John Irvin (2001)
- The Dragon (Green Dragon), regia di Timothy Linh Bui (2001)
- In linea con l'assassino (Phone Booth), regia di Joel Schumacher (2002)
- Panic Room, regia di David Fincher (2002)
- Mary, regia di Abel Ferrara (2005)
- American Gun, regia di Aric Avelino (2005)
- Messenger (A Little Trip to Heaven), regia di Baltasar Kormákur (2006)
- Il segreto di Claire (The Marsh), regia di Jordan Barker (2006)
- Even Money, regia di Mark Rydell (2006)
- L'ultimo re di Scozia (The Last King of Scotland), regia di Kevin Macdonald (2006) - Idi Amin Dada
- The Air I Breathe, regia di Jieho Lee (2007)
- Prospettive di un delitto (Vantage Point), regia di Pete Travis (2007)
- Ripple Effect, regia di Philippe Caland (2007)
- The Great Debaters - Il potere della parola, regia di Denzel Washington (2007)
- Winged Creatures - Il giorno del destino (Winged Creatures), regia di Rowan Woods (2008)
- La notte non aspetta (Street Kings), regia di David Ayer (2008)
- Powder Blue, regia di Timothy Linh Bui (2009)
- Hurricane Season, regia di Tim Story (2009)
- The Experiment, regia di Paul Scheuring (2010)
- Lullaby for Pi, regia di Benoît Philippon (2010)
- Matrimonio in famiglia (Our Family Wedding), regia di Rick Famuyiwa (2010)
- My Own Love Song, regia di Olivier Dahan (2010)
- Repo Men, regia di Miguel Sapochnik (2010)
- Catch .44, regia di Aaron Harvey (2011)
- Freelancers, regia di Jessy Terrero (2012)
- A Dark Truth - Un'oscura verità (A Dark Truth), regia di Damian Lee (2012)
- The Last Stand - L'ultima sfida (The Last Stand), regia di Kim Ji-woon (2013)
- The Butler - Un maggiordomo alla Casa Bianca (The Butler), regia di Lee Daniels (2013)
- Zulu, regia di Jérôme Salle (2013)
- Un Natale speciale a New York (Black Nativity), regia di Kasi Lemmons (2013)
- Pawn - Fai la tua mossa (Pawn), regia di David A. Armstrong (2013)
- Il fuoco della vendetta - Out of the Furnace (Out of the Furnace), regia di Scott Cooper (2013)
- Repentance - Troppo tardi (Repentance), regia di Philippe Caland (2013)
- Two Men in Town, regia di Rachid Bouchareb (2014)
- Taken 3 - L'ora della verità (Taken 3), regia di Olivier Megaton (2015)
- Southpaw - L'ultima sfida (Southpaw), regia di Antoine Fuqua (2015)
- Arrival, regia di Denis Villeneuve (2016)
- Rogue One: A Star Wars Story, regia di Gareth Edwards (2016)
- Condannato a combattere - The Forgiven (The Forgiven), regia di Roland Joffé (2017) - Desmond Tutu
- Burden, regia di Andrew Heckler (2018)
- Black Panther, regia di Ryan Coogler (2018)
- La fine (How It Ends), regia di David M. Rosenthal (2018)
- City of Lies - L'ora della verità (City of Lies), regia di Brad Furman (2018)
- C'era una volta Steve McQueen (Finding Steve McQueen), regia di Mark Steven Johnson (2019)
- Jingle Jangle - Un'avventura natalizia (Jingle Jangle: A Christmas Journey), regia di David E. Talbert (2020)
- Respect, regia di Liesl Tommy (2021)
- George Foreman - Cuore da leone (Big George Foreman), regia di George Tillman Jr. (2023)
- Havoc, regia di Gareth Evans (2025)

#### Televisione
- Giustizia criminale (Criminal Justice), regia di Andy Wolk – film TV (1990)
- Last Light - Storia di un condannato a morte (Last Light), regia di Kiefer Sutherland – film TV (1993)
- Lush Life, regia di Michael Elias – film TV (1993)
- Nemico all'interno (The Enemy Within), regia Johathan Darby – film TV (1994)
- Più in alto di tutti (Rebound), regia di Eriq La Salle – film TV (1996)
- L'occhio gelido del testimone (Witness Protection), regia di Richard Pierce – film TV (1999)
- The Shield – serie TV, 13 episodi (2006-2007)
- E.R. - Medici in prima linea – serie TV, 6 episodi (2006-2007)
- Criminal Minds – serie TV, episodio 5x18 (2010)
- Criminal Minds: Suspect Behavior – serie TV, 13 episodi (2011)
- Radici (Roots) – miniserie TV, 3 puntate (2016)
- Empire – serie TV, 11 episodi (2017-2018)
- Godfather of Harlem – serie TV, 35 episodi (2019-2025)
- Young Rock – serie TV, episodi 2x10, 2x11, 2x12 (2021)
- Andor – serie TV, 5 episodi (2022-2025)
- Extrapolations - Oltre il limite (Extrapolations) - serie TV, episodio 1x07 (2023)

### Doppiatore

#### Cinema
- Una teenager alla Casa Bianca (First Daughter) (2004)
- Piccolo grande eroe (Everyone's Hero), regia di Colin Brady, Christopher Reeve e Dan St. Pierre (2006)
- Crips and Bloods: Made in America (2008)
- Nel paese delle creature selvagge (Where the Wild Things Are), regia di Spike Jonze (2009)

#### Televisione
- American Dad! – serie animata, episodi 3x02, 4x08, 4x11 (2007-2009)
- Star Wars: Go Rogue, regia di Tucker Barrie e Dan MacKenzie – miniserie animata (2016) - Saw Gerrera
- Star Wars Rebels – serie animata, 4 episodi (2017) - Saw Gerrera

#### Videogiochi
- Star Wars Jedi: Fallen Order, regia di Stig Asmussen (2019) - Saw Gerrera

### Regista

#### Cinema
- Donne - Waiting to Exhale (Waiting to Exhale; 1995)
- Ricominciare a vivere (Hope Floats; 1998)
- Una teenager alla Casa Bianca (First Daughter; 2004)

#### Televisione
- Armati di pistola (Strapped) – film TV (1993)
- Black Jaq – film TV (1998)

### Produttore
- Prossima fermata Fruitvale Station (Fruitvale Station), regia di Ryan Coogler (2013)
- Dope - Follia e riscatto (Dope), regia di Rick Famuyiwa (2015)
- Sorry to Bother You, regia di Boots Riley (2018)
- Due donne - Passing (Passing), regia di Rebecca Hall (2021)

## Teatro
- Hughie di Eugene O'Neill, regia di Michael Grandage. Booth Theatre di Broadway (2016)

## Riconoscimenti
- Premio Oscar
  - 2007 – Miglior attore per L'ultimo re di Scozia
- Golden Globe
  - 1988 – Candidatura per il miglior attore in un film drammatico per Bird
  - 2007 – Miglior attore in un film drammatico per L'ultimo re di Scozia
- British Academy Film Awards
  - 2007 – Miglior attore protagonista per L'ultimo re di Scozia
  - 2022 – Candidatura per il miglior film britannico per Due donne - Passing

- Festival di Cannes
  - 1988 – Prix d'interprétation masculine per Bird
  - 2022 – Palma d'oro onoraria
- National Board of Review Award
  - 2006 – Miglior attore per L'ultimo re di Scozia
- Screen Actors Guild Award
  - 1995 – Candidatura per il miglior attore in un film televisivo o miniserie per Voglia di potere
  - 2004 – Candidatura per il miglior attore in un film televisivo o miniserie per Deacons for Defense - Lotta per la libertà
  - 2007 – Miglior attore cinematografico per L'ultimo re di Scozia
  - 2014 – Candidatura per il miglior cast cinematografico per The Butler - Un maggiordomo alla Casa Bianca
  - 2014 – Candidatura per il miglior attore cinematografico per The Butler – Un maggiordomo alla Casa Bianca
  - 2019 – Miglior cast cinematografico per Black Panther

## Doppiatori italiani
Nelle versioni in italiano delle opere in cui ha recitato, Forest Whitaker è stato doppiato da:
- Massimo Corvo in Il colore dei soldi, Sorveglianza... speciale, Diario di un killer, Last Light - Storia di un condannato a morte, Smoke, Ghost Dog - Il codice del samurai, Una voce per gridare, Battaglia per la Terra, The Shield, E.R. - Medici in prima linea, Mary, Messenger, Even Money, Ripple Effect, Matrimonio in famiglia, Catch .44, Freelancers, The Last Stand - L'ultima sfida, Arrival, La fine, Young Rock, Extrapolations - Oltre il limite
- Paolo Marchese in Criminal Minds: Suspect Behavior, The Butler - Un maggiordomo alla Casa Bianca, Pawn - Fai la tua mossa, Il fuoco della vendetta - Out of the Furnace, Two Men in Town, Southpaw - L'ultima sfida, Radici, Condannato a combattere - The Forgiven, City of Lies - L'ora della verità, C'era una volta Steve McQueen, Godfather of Harlem, Respect
- Angelo Nicotra in Bird, Pronti a tutto, Prêt-à-Porter, Il segreto di Claire, The Air I Breathe, The Experiment, A Dark Truth - Un'oscura verità
- Paolo Buglioni in La moglie del soldato, L'ultimo re di Scozia, La notte non aspetta, Repentance - Troppo tardi, Taken 3 - L'ora della verità, Empire
- Roberto Stocchi in Nemico all'interno, Rogue One: A Star Wars Story, Black Panther, Andor
- Roberto Draghetti in The Dragon, American Gun, Criminal Minds, Un Natale speciale a New York
- Gianluca Tusco in Phenomenon, Il quarto angelo, Repo Men
- Stefano Mondini in Prospettive di un delitto, Winged Creatures - Il giorno del destino, Havoc
- Loris Loddi in Good Morning, Vietnam, George Foreman - Cuore da leone
- Roberto Pedicini in Blown Away - Follia esplosiva, Specie mortale
- Enzo Avolio in L'occhio gelido del testimone, In linea con l'assassino
- Claudio Fattoretto in Fuori di testa
- Maurizio Mattioli ne Il mio amico Arnold
- Sergio Fiorentini in Platoon
- Francesco Pannofino in Johnny il bello
- Marcello Cortese in Giustizia criminale
- Claudio De Angelis in Rabbia ad Harlem
- Massimo Dapporto in Giochi d'adulti
- Luca Biagini in Articolo 99
- Massimo Cinque in Ultracorpi - L'invasione continua
- Eugenio Marinelli in Più in alto di tutti
- Raffaele Farina in Body Count
- Riccardo Rossi in Panic Room
- Massimiliano Lotti in The Great Debaters - Il potere della parola
- Massimo Lopez in Jingle Jangle - Un'avventura natalizia

Da doppiatore è sostituito da:
- Paolo Marchese in American Dad!, Dope - Follia e riscatto
- Roberto Stocchi in Star Wars Rebels, Star Wars Jedi: Fallen Order
- Gino La Monica in Una teenager alla Casa Bianca
- Sergio Lucchetti in Piccolo grande eroe
- Alessandro Rossi in Nel paese delle creature selvagge